# 片倉邦憲
片倉 邦憲（かたくら くにのり）は、江戸時代後期の伊達家重臣。通称は備中、伊豆、小十郎。白石片倉氏12代当主。

## 略歴
文政元年（1818年）、11代当主・片倉宗景の子として誕生。幼名は三之助。諱は初め景徳（かげのり）、のちに仙台藩主伊達斉邦より偏諱を受けて邦憲とした。正室は伊達宗衡の娘愛姫。子は片倉景範（かげのり）。
元治元年（1864年）、父の隠居により家督相続し白石城主となる。
明治元年（1868年）、戊辰戦争の敗戦により、知行1万8000石と代々の居城の白石城を没収され、僅か蔵米55石が支給されることとなる。邦憲は家臣と相談の上で、白石按察府に蝦夷地開拓嘆願書を提出する。明治2年（1869年）、新政府より幌別郡の支配を命じられる。
明治19年（1886年）、旧領白石で病没。